# カール・フォン・フィッシャー＝トロイエンフェルト
カール・フライヘア・フォン・フィッシャー＝トロイエンフェルト (Karl Freiherr von Fischer-Treuenfeld、1885年3月31日-1946年6月7日) はナチス・ドイツの武装親衛隊司令官である。旅団司令官として、ソ連侵攻中に第1SS歩兵旅団と第2SS歩兵旅団を指揮し、ユダヤ人や共産主義者、パルチザンの殺害に関与した。後に第10SS装甲師団 フルンツベルクを指揮した。アメリカ軍に拘留されていた1946年に自殺した。最終階級は親衛隊中将。 

## 経歴
トロイエンフェルトは1885年に生まれ、1904年にプロイセン軍に入隊した。1914年まで軍事アカデミーで学び、第一次世界大戦に参戦した。1915年12月に参謀となり、のちにはエーリヒ・ルーデンドルフ将軍率いる野戦軍の幕僚となった。終戦後はハンブルクで民兵部隊の司令官をしていたが、1922年にルーデンドルフ将軍の紹介でアドルフ・ヒトラーと出会い、ミュンヘン一揆の際には民兵を組織してヒトラーを支援した。1929年、トロイエンフェルトは事業に失敗したが、ユダヤ人のせいだとして自伝に「その結果、ユダヤ人どもとフリーメーソンどもの憎悪が経済的災厄を引き起こし...私の事業は台無しになった。」と書いている。その後、トロイエンフェルトは1939年4月に親衛隊に入隊した。 
1941年1月には親衛隊及び警察指導者に任じられ、1941年5月まで北部・北西部で武装親衛隊を率いた。続いてバルバロッサ作戦に備えて1941年5月に編成が始まった第2SS歩兵旅団の指揮を任された。1942年7月に第1SS歩兵旅団の指揮権を引き継いでその任を離れたが、いずれの旅団も後方地域の治安維持とユダヤ人やパルチザン等の殺害に関与した。 
トロイエンフェルトは、1941年4月から1941年12月まで北東部の親衛隊及び警察指導者の地位を保持した。1941年12月から1942年9月まで、ボヘミアとモラヴィアの親衛隊及び警察指導者となり、ラインハルト・ハイドリヒの代理を務めた。1942年5月27日にエンスラポイド作戦でハイドリヒが暗殺されると、ヤン・クビシュやヨゼフ・ガプチークら実行犯の追跡にあたった。1942年6月18日にトロイエンフェルト率いる部隊はクビシュらが立てこもるプラハの聖ツィリル・メトデイ正教大聖堂を襲撃したが、クビシュらは生きて捕まることを避けるため自決していた。 
トロイエンフェルトはその後ゲシュタポと意見を違えるようになり、1942年末に任を解かれて異動させられた。1943年2月から11月にはロシア南部およびウクライナの武装親衛隊司令官となった。1943年11月には親衛隊中将となり、第10SS装甲師団 フルンツベルクを指揮したが、同師団は1944年4月22日のテルノーピリの戦いで大きな損害を受け、彼自身も負傷して任を解かれた。回復後はSS本部勤務を経てイタリアの武装親衛隊司令官となった。戦後、トロイエンフェルトはアメリカ陸軍の捕虜となったが、1946年6月7日にスタインラガー・アレンドルフの捕虜収容所で自殺した。